# Pipityke
A Pipityke, szlovák nevén Pipitka (1226 m) a Rozsnyói-hegység egyik hegycsúcsa. A Magyarországhoz legközelebb eső, 1200 métert meghaladó hegycsúcs (mindössze 12 km-re található légvonalban a határtól). Legkönnyebben Dernő felől érhető el.